# Festival Internacional de Cine de Edimburgo
El Festival Internacional de Cine de Edimburgo (EIFF) es un festival anual de cine que tiene lugar cada mes de junio en la ciudad de Edimburgo. Fundado en 1947, es el festival de cine más antiguo del mundo que funciona de forma continuada. Presenta películas británicas e internacionales, en todos los géneros y duraciones. También presenta retrospectivas temáticas y otros capítulos de programación especializados.

## Historia

### Inicios
El Festival Internacional de Cine Documental, un evento de documentales, fue presentado por la sociedad Edinburgh Film Guild junto con el Festival Internacional de Edimburgo de 1947. En aquella época, Cannes y Venecia eran los festivales anuales de cine más importantes en territorio europeo. En los años siguientes, el programa se amplió para incluir películas de ficción y trabajos experimentales, además de documentales. 

### Actualidad

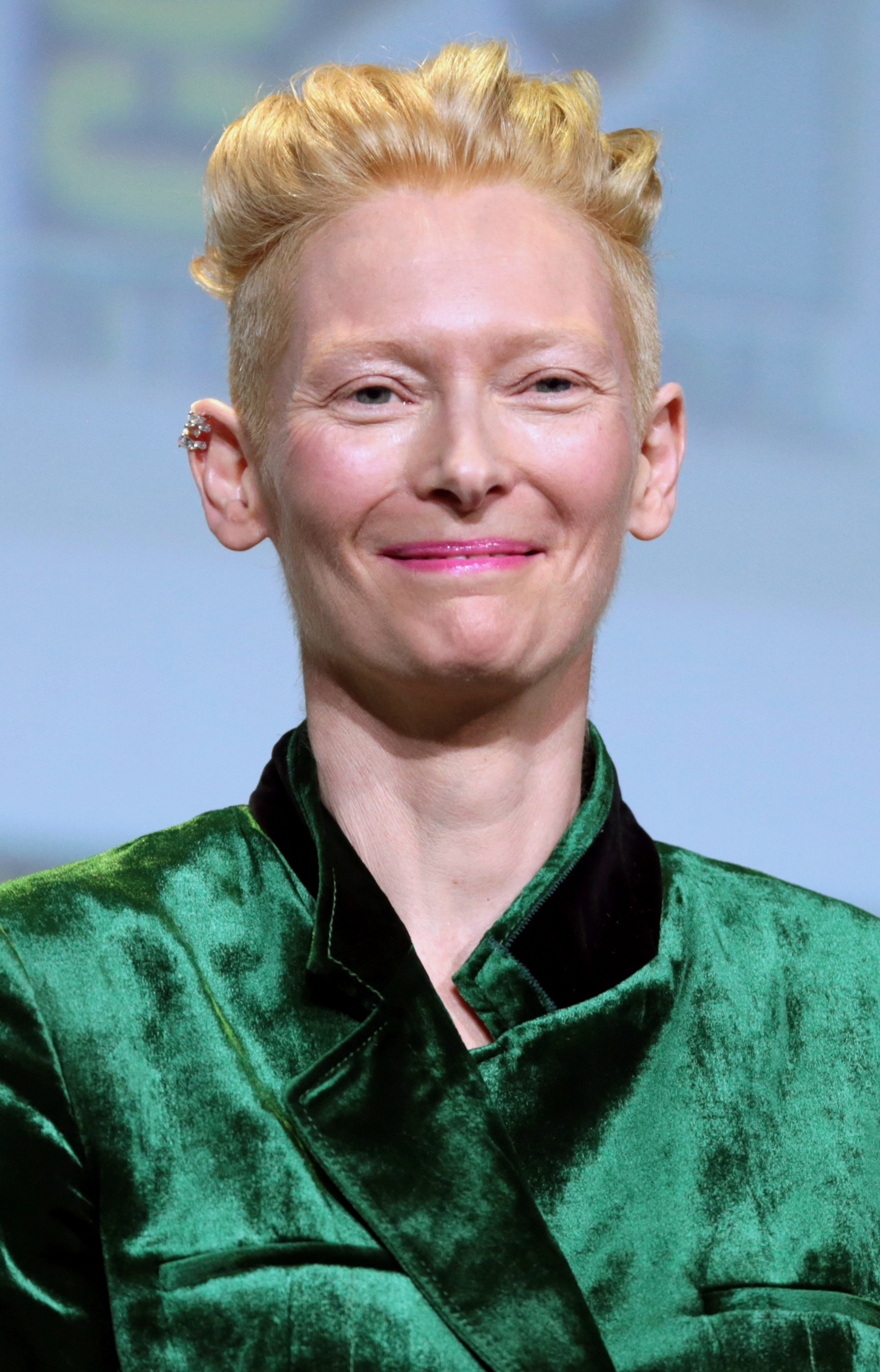
La actriz británica Tilda Swinton fue nombrada patrocinadora honorífica del festival.

La directora artística de septiembre de 2006 a 2010 fue Hannah McGill, anteriormente crítica de cine y columnista de cine del periódico The Herald. Su predecesora, Shane Danielsen, desempeñó este trabajo de 2002 a 2006. Tilda Swinton, Robert Carlyle y Seamus McGarvey fueron nombrados patrocinadores honoríficos. En diciembre de 2009, Hannah McGill recibió el prestigioso premio Talkback Thames New Talent en el marco de los premios WFTV.
Tras la partida de McGill, se anunció un nuevo formato sin director artístico y una serie de curadores invitados dirigidos por el productor James Mullighan. En 2008, el festival dejó de celebrarse en agosto y empezó a llevarse a cabo en junio. Retornó a un formato más convencional en 2012 bajo la dirección artística de Chris Fujiwara, quien dimitió en 2014. Ese mismo año, el crítico de cine Mark Adams fue anunciado como el sucesor de Fujiwara.
El EIFF exhibe una amplia gama de largometrajes y documentales, así como cortometrajes, vídeos de animación y musicales. Un jurado concede el Premio Michael Powell a la película británica revelación, mientras que el público tiene su propio premio y un panel de jueces concede el premio a la mejor película internacional. También se conceden varios premios a los cortometrajes.